# 張凱娸
張凱娸（英文：Kiki Cheung Hoi Ki，1995年4月10日—），香港女演員，香港演藝學院戲劇系畢業，2019年7月畢業。她亦是模特兒，曾為種星堂旗下，現為Cool Style Media & Management旗下藝人。

## 簡歷
張凱娸中學畢業於沙田培英中學，具鋼琴8級資格，又懂彈結他，唱歌及作曲。她放棄在香港理工大學就讀Fashion & Textile Technology的機會，並考入香港演藝學院戲劇系，主修表演，2019年7月畢業。2020年拍第一套ViuTV電視劇《二月廿九》及林家謙《拼命無恙》MV。

## 演出

### 電視劇（ViuTV／Viu）
- 2020年：《二月廿九》飾 李嘉敏（嘉嘉）
- 2021年：《太平紋身店》飾 望晴
- 2022年：《940920》飾 李嘉敏
- 2023年：《法與情》飾 郭恩琪（青年）
- 2023年：《轉角浣紗街》飾 Candy (KOL)
- 2024年：《瑪嘉烈與大衛系列 絲絲》飾 Elva

### 電視劇（AMM亞洲心動娛樂）
- 2022年：《逐流時代》 飾 鄧文鳳

### 節目演出（ViuTV）
- 2020年：《對號入座》（白羊女）
- 2020年：《全民造星III》（參賽者）
- 2021年：《囝囝女女730》（造星囝女）
- 2021年：《山旮旯實習生》（第10集嘉賓）

### 電影
- 2019年：《殺出個黃昏》飾 賓女友
- 2021年：《假冒女團》飾 雷師傅
- 2022年：《正義迴廊》飾 古嘉欣
- 2023年：《失衡凶間之罪與殺》飾 Coco
- 2024年：《臨時械劫》飾
- 2024年：《破·地獄》飾 郭志斌妻子

### 舞台演出（校內演出）
- 2015年：《Semele》
- 2015年：《從80號k開始》
- 2016年：《D之殺人事件》
- 2017年：《三便士歌劇》
- 2018年：《唐吉柯德》
- 2018年：《誰怕蒼蠅王》
- 2018年：《加數機》
- 2019年：《青春的覺醒》

### MV
- 2020年：林家謙《拼命無恙》
- 2021年：林家謙《回家 LET’S GO HOME》
- 2021年：張天賦《記憶棉》

## 網頁
- 張凱娸的Facebook專頁
- 張凱娸的Instagram帳戶